# ФК Родопа (Смолян)
Родопа е футболен клуб от град Смолян, който участва в Югоизточната Трета лига. Старши треньор на клуба е Данаил Бачков. През 1927г. клубът е създаден под името ПФК"Родопец" Пашмакли. След обединяването между град Пашмакли, село Устово, село Райково и село Езерово през 1936г. клубът е преименуван на ПФК "Родопа" Смолян!

## История

### Ранни години
Футболът в Смолян води началото си от 1927 г., когато в града е основан първия футболен клуб – „Родопец“. През следващите десетилетия дейност развиват и други футболни клубове. След 1944 г. в града, както и в цялата страна, стартират поредица от реорганизации на съществуващите към момента спортни дружества. През 1957 г., след периода на доброволните спортни организации (ДСО), организирани на ведомствен принцип, в Смолян е създадено единното дружество ДФС „Родопа“.

### Участие в А група
В началото на ХХI век е най-силния период в досегашната история на Родопа. През сезон 2002/03, под ръководството на старши треньора Войн Войнов, отборът се класира на 1-о място в Б група и за първи път печели правото да участва в елитното първенство на България. Клубът е част от А група в продължение на четири сезона.

### Криза от последните години
В последните няколко години отборът изпада в криза, преди всичко заради липсата на пари:
- През шампионата 2008/9, Родопа играе в Източна Б ФГ и завършва на две точки от зоната на изпадащите.[1]
- През шампионата 2009/10, преди началото на пролетния полусезон, отборът се отказва от участие в Източна Б ФГ и е изваден в Югоизточна В АФГ.[2]
- През лятото на 2010 г. отбора сменя името си на Родопа 1927 и се обединява със Смолян 2000 (по-нов отбор от града). Отборът успява да завърши сезон 2010/2011 на 15-то място в Югоизточна В АФГ.[3][4]
- През сезон 2011/12 Родопа 1927 играе в Югоизточна В ФГ до 14-и кръг и на 4 ноември се отказва от по-нататъшно участие в първенството [5][6]

## Наименования
- Родопец (1927 – 1957)
- Родопа (1957 – 2010)
- Родопа 1927 (2010 – 2011)
- Родопа Смолян (от 2012)

## Успехи
- Десето място в А група – (2003/04)
- Първо място в Б група – (2002/03)
- Четвъртфинал в турнира за националната купа – (2004)
- Носител на Купата на Аматьорската футболна лига – (1998)
- Сезони в А група: от 2003/04 г. до 2006/07
- Участия в евротурнирите: няма

## Известни футболисти
- Румен Дженджиев
- Ангел Караиванов
- Станимир Демирев
- Митко Шатев
- Христо Кайряков
- Александър Пайталов
- Юлиян Сюрджиев
- Тодор Данчев
- Валентин Чакъров
- Иван Говедаров
- Димитър Мумджиев
- Звезделин Чаушев
- Димитър Гороломов
- Ангел Рангелов
- Богомил Симов
- Стефан Динев
- Атанас Геров
- Бисер Кобаков
- Иван Мечкарски
- Роман Ружинов
- Атанас Кикьов
- Бисер Влайков
- Левент Аврамов
- Васил Кюркчиев
- Любомир Палейков
- Евтим Кьойбашиев
- Георги Недевски
- Петър Фисински
- Николай Гълъбов
- Калин Артакиев
- Борислав Бързински
- Любомир Витанов
- Румен Истревски
- Димитър Сираков
- Юлиян Янакиев
- Милан Коприваров
- Тодор Симеонов
- Димитър Мутафов
- Антон Вергилов
- Стефан Учиков
- Тодор Йонов
- Фидан Пупов
- Иван Гешев
- Костадин Башов
- Николай Филипов
- Иван Редовски
- Димитър Дамянов
- Любомир Любенов
- Сергей Манев
- Стефан Джигошев
- Илко Топалов
- Захари Сираков
- Кирил Джоров